# 279
Cette page concerne l'année 279  du calendrier julien. Pour l'année 279 av. J.-C., voir 279 av. J.-C. Pour le nombre 279, voir 279 (nombre).
L'année 279 est une année commune qui commence un mercredi.

## Événements
- L’empereur Probus installe 100 000 Bastarnes en Thrace[1].
- Décembre : en Chine, les Jin envoient une armée de plus de 200 000 hommes contre le Royaume de Wu[2].

## Naissances en 279
- Emidius d'Ascoli, évêque et martyr chrétien.

## Décès en 279
- Yochanan ben Nappacha, docteur juif (v. 180-v. 279), fondateur de l’académie rabbinique de Tibériade. Ses enseignements sont à la base du Talmud de Jérusalem, achevé au IVe siècle.